# 奧胡斯市政廳
奧胡斯市政廳位於丹麥第二大城市奥胡斯，於1937年的市政會議決議興建，並於1941年完工，由建築師阿納·雅各布森與Erik Møller繪製。由於其特殊的建築風格，它是少數幾個被標記為須保存的市政廳建築。在第一版的建築提案中，並不包含塔的部分，不過之後在民眾的壓力之下，才在設計圖中添加了目前的高塔。
這棟建築的價格為950萬丹麥克朗，包含土地以及所有財產（約150萬丹麥克朗）
市政廳占地共 19,380 平方公尺（包含地下室），塔高60公尺，塔上鐘面的直徑為7公尺。而該建築是由混凝土製成，並在表面鍍上6000平方公尺的來自挪威波什格倫的大理石。
2006年一月，奧胡斯市政廳被列入丹麦文化正典名录建築一項之下。

## 图片

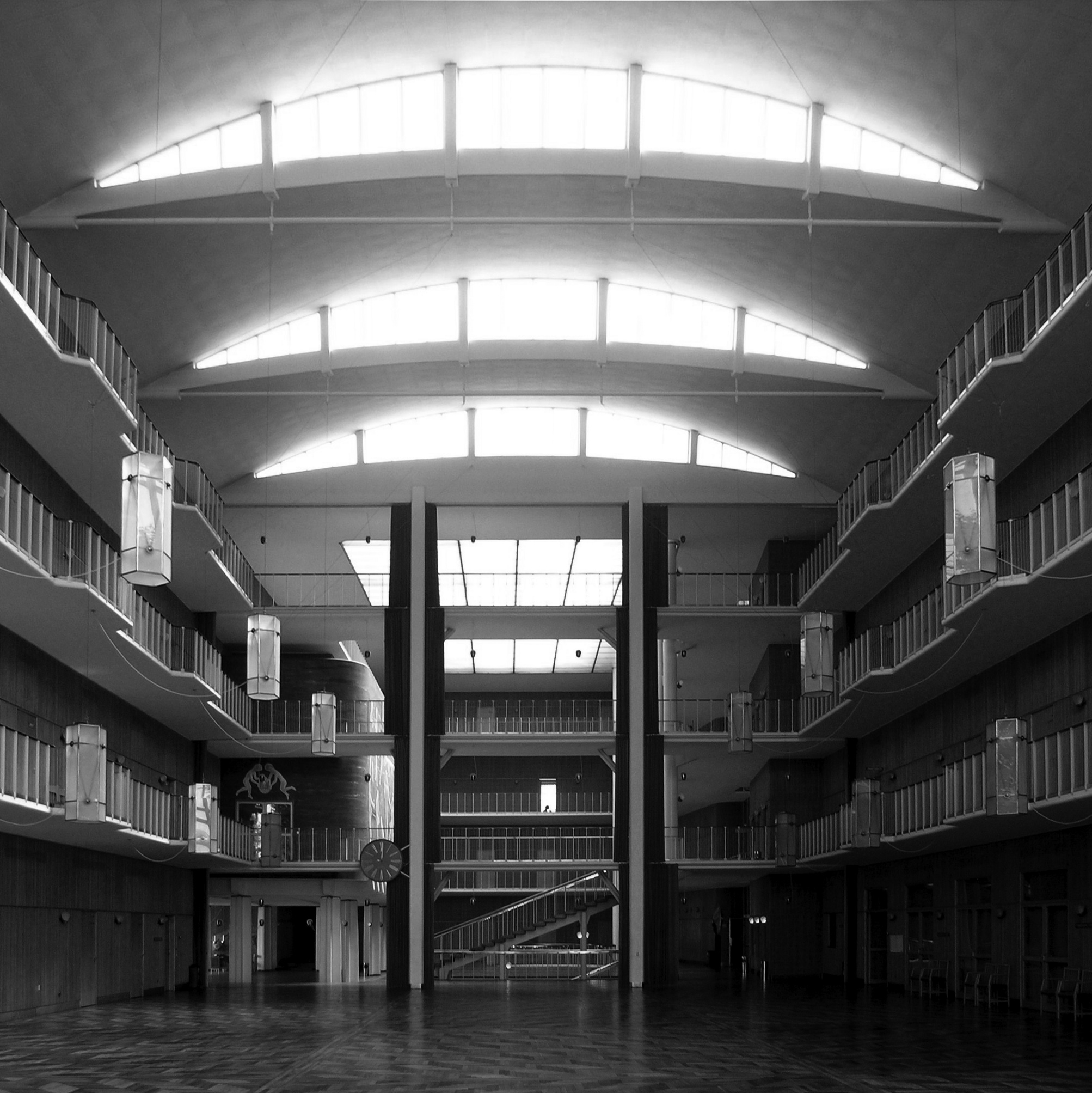
內部
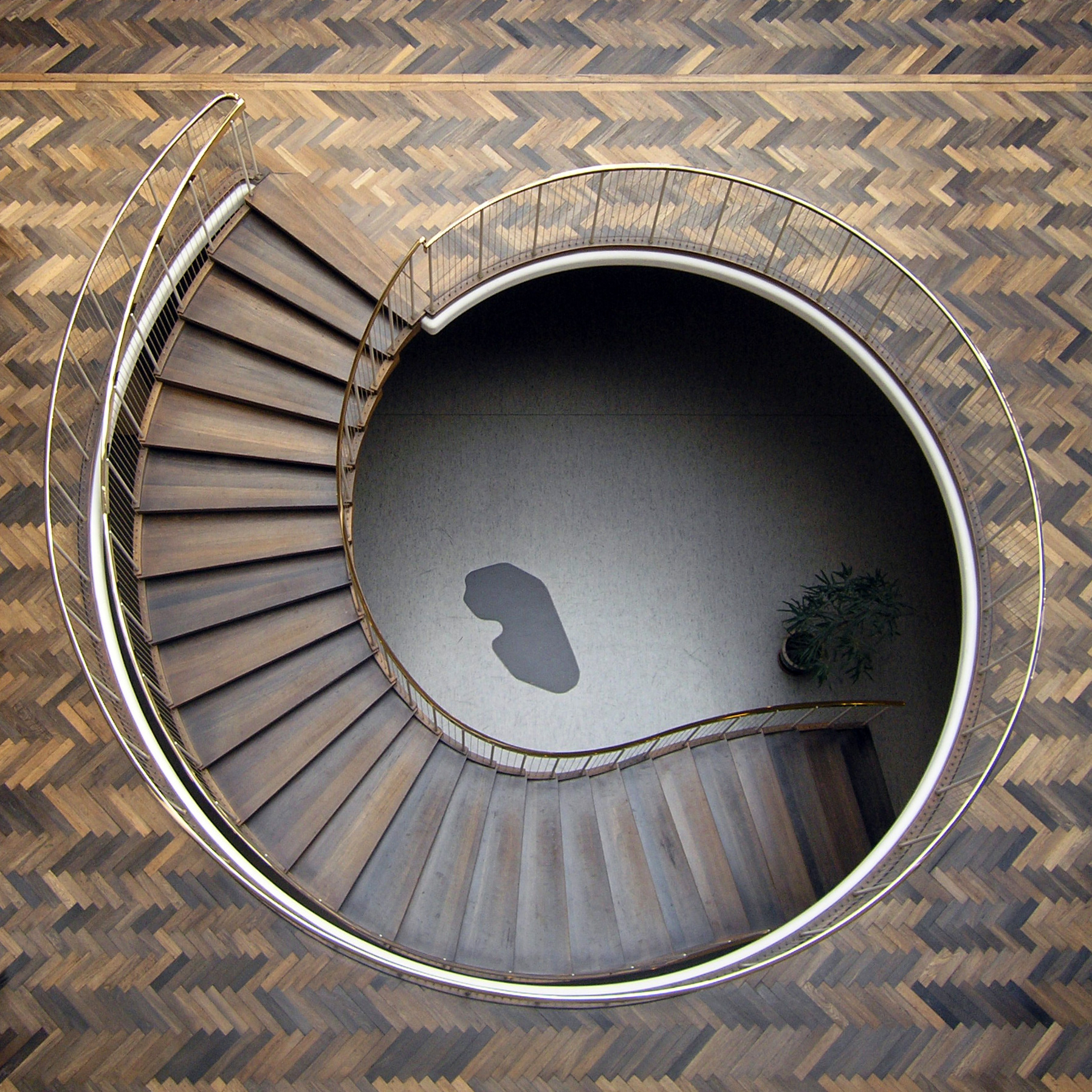
樓梯
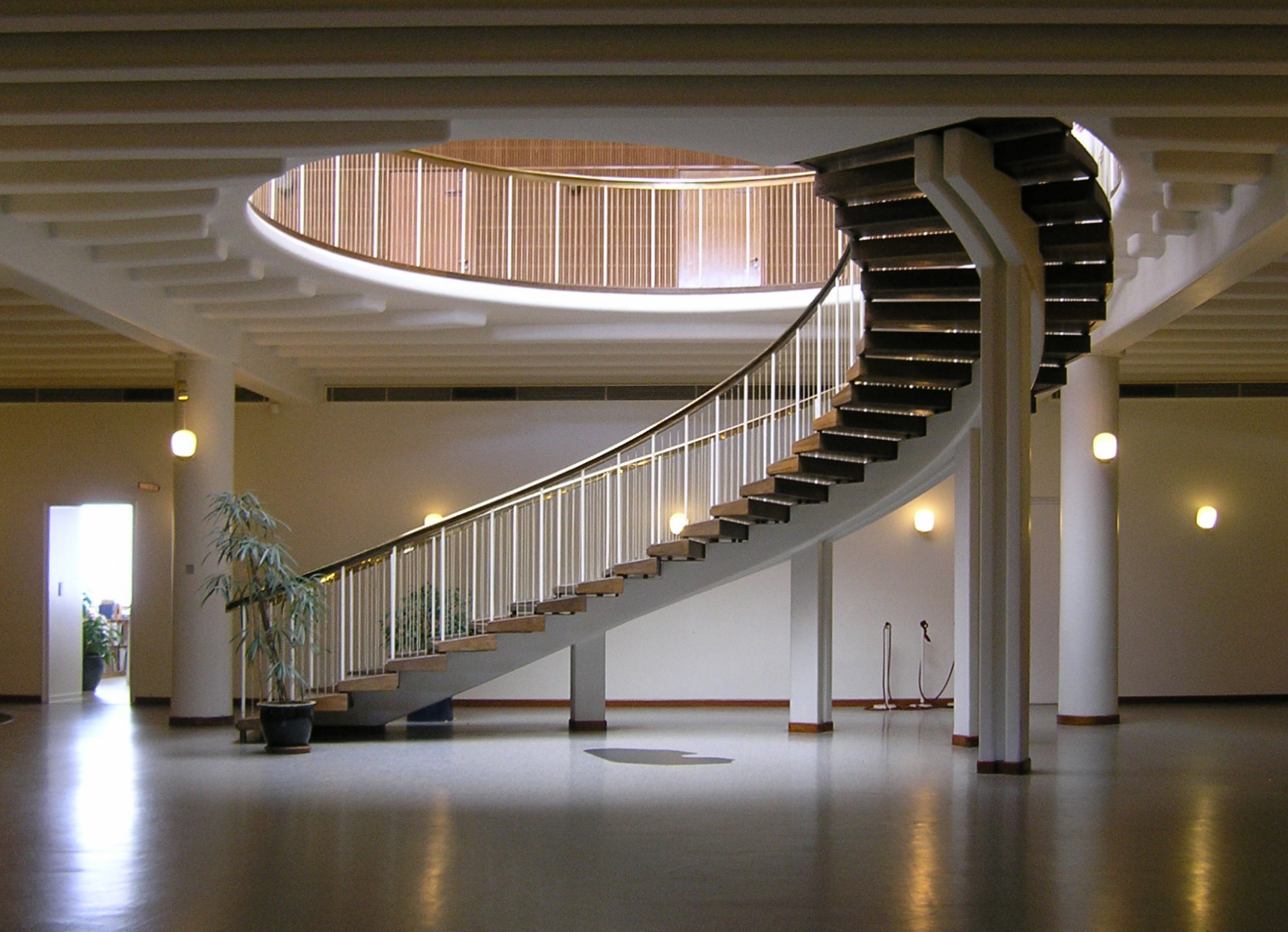
樓梯
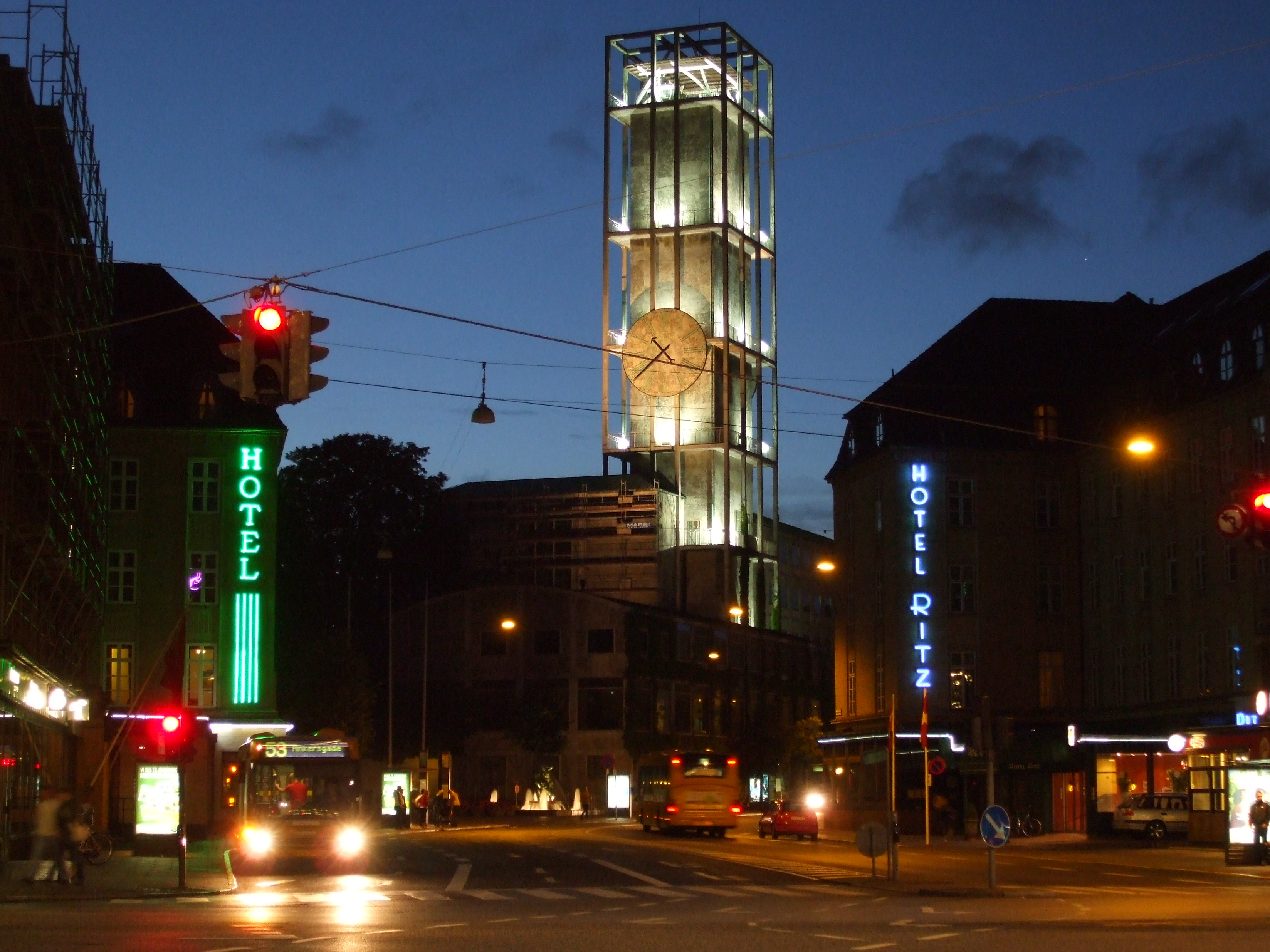
夜景

## 之前的市政廳

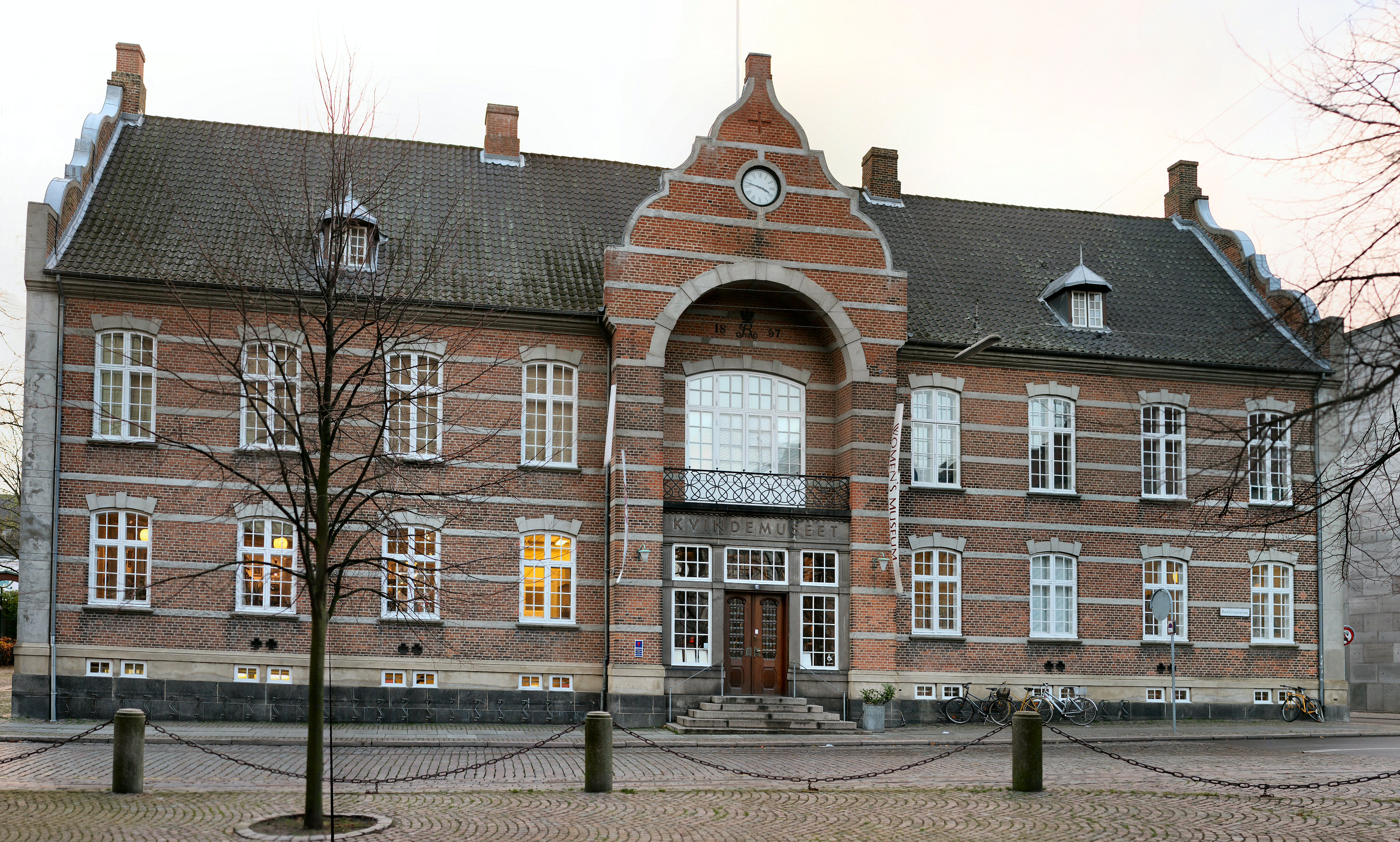
第二座舊市政廳目前是女性博物館。

奧胡斯歷史上曾有兩座市政應，第一個於15世紀中期建立，位於奧胡斯大教堂的前方，並於1859年毀壞。
第二座市政廳建立於1856年，而官方上它是市政廳、法院與監獄三種用途。自1856年到1906年間，縣議會代表也都在此開會商議。而到現在這座市政廳建立之後，這座舊市政廳曾被用來當作警察局（1941到1984年）。而今日，則为女性博物馆所在地，展示丹麦女性主义的文化和历史。

## 周邊環境
奧胡斯市政廳位於奧胡斯市政廳公園（Rådhusparken），公園占地並不大，但卻是到達奧胡斯中央車站的遊客進入市區的主要入口，在此也時常舉辦各類活動。奧胡斯市政廳公園連接了奧胡斯音樂廳（Musikhuset）前方的公園地區，並通向市政廳廣場（Rådhuspladsen）。
| 市政廳公園                                                                                   | 市政廳公園 |
| -------------------------------------------------------------------------------------------- | ---------- |
| - 入口通道展現了奧胡斯特殊的道路鋪面。 - 公園內鋪鵝卵石的廣場。 - 通往市政廳廣場的榆樹大道。 |            |

## 來源
- Byens hus, Erhvervsarkivet 1991 ISBN 87-89386-22-1（英语：Special:BookSources/8789386221）

## 外部連結
Media related to Aarhus City Hall at Wikimedia Commons